# I-185 (tàu ngầm Nhật)
I-185 (nguyên mang tên I-85) là một tàu ngầm tuần dương  Lớp Kaidai thuộc phân lớp Kaidai VII, nhập biên chế cùng Hải quân Đế quốc Nhật Bản vào năm 1943. Nó đã hoạt động trong Chiến tranh Thế giới thứ hai tại các khu vực Trung tâm và Tây Nam Thái Bình Dương trước khi bị các tàu khu trục USS Newcomb (DD-586) và tàu quét mìn USS Chandler (DMS-9) đánh chìm gần Saipan vào ngày 22 tháng 6, 1944.

## Thiết kế và chế tạo

### Thiết kế
Phân lớp tàu ngầm Kaidai VII là phiên bản tàu ngầm tấn công tầm trung được phát triển dựa trên phân lớp Kaidai VI. Chúng có trọng lượng choán nước 1.862 tấn (1.833 tấn Anh) khi nổi và 2.648 tấn (2.606 tấn Anh) khi lặn, lườn tàu có chiều dài 105,5 m (346 ft 2 in), mạn tàu rộng 8,25 m (27 ft 1 in) và mớn nước sâu 4,6 m (15 ft 1 in). Con tàu có thể lặn sâu 80 m (262 ft) và có một thủy thủ đoàn đầy đủ bao gồm 86 sĩ quan và thủy thủ.
Chiếc tàu ngầm trang bị hai động cơ diesel Kampon Mk.1A Model 8 hai thì công suất 4.000 mã lực phanh (2.983 kW), mỗi chiếc vận hành một trục chân vịt. Khi lặn, mỗi trục được vận hành bởi một động cơ điện 900 mã lực (671 kW).Con tàu có thể đạt tốc độ tối đa 23 hải lý trên giờ (43 km/h; 26 mph) khi nổi và 8 hải lý trên giờ (15 km/h; 9,2 mph) khi lặn. Khi Kaidai VII di chuyển trên mặt nước nó đạt tầm xa hoạt động 8.000 hải lý (15.000 km; 9.200 mi) ở tốc độ 16 hải lý trên giờ (30 km/h; 18 mph), và có thể lặn xa 50 nmi (93 km; 58 mi) ở tốc độ 5 hải lý trên giờ (9,3 km/h; 5,8 mph).
Lớp Kaidai VII có sáu ống phóng ngư lôi 53,3 cm (21,0 in), tất cả đều được bố trí trước mũi, và mang tổng cộng 12 ngư lôi. Vũ khi trên boong tàu thoạt tiên dự định bao gồm hai khẩu pháo phòng không 25 mm (1,0 in) Kiểu 96 nòng đôi, nhưng sau đó một hải pháo 12 cm (4,7 in) chống hạm thay chỗ cho một khẩu đội 25mm.

### Chế tạo
Tàu ngầm số 163 được đặt hàng trong khuôn khổ Chương trình Vũ trang Hải quân Bổ sung thứ tư năm 1939, nhưng nó chỉ được đặt lườn tại Xưởng vũ khí Hải quân Yokosuka ở Yokosuka vào ngày 9 tháng 2, 1942. Nó được đổi tên thành I-85, rồi sau đó thành I-185 vào ngày 20 tháng 5, 1942  trước khi được hạ thủy vào ngày 16 tháng 9, 1942, và nhập biên chế cùng Hải quân Đế quốc Nhật Bản vào ngày 23 tháng 9, 1943.

## Lịch sử hoạt động

### 1943
Vào lúc nhập biên chế, I-185 được phối thuộc cùng Quân khu Hải quân Sasebo. Nó được điều về Hải đội Tàu ngầm 11 vào ngày 23 tháng 9, 1943, trực thuộc Đệ Nhất hạm đội, một bộ phận của Hạm đội Liên hợp. Đến ngày 25 tháng 11, Hải đội Tàu ngầm 11 được điều động sang Đệ Lục hạm đội, tiếp tục dưới quyền Hạm đội Liên hợp. I-185 đi đến Sasebo vào ngày 2 tháng 12, rồi đến ngày 20 tháng 12, nó cùng với các tàu ngầm chị em I-177, I-180 và I-181 được điều động sang Hải đội Tàu ngầm 22 trực thuộc Đệ Lục hạm đội.

### 1944

#### Khu vực Tây Nam Thái Bình Dương
I-185 khởi hành từ Sasebo vào ngày 5 tháng 1, 1944 để đi sang căn cứ Truk thuộc quần đảo Caroline, đến nơi vào sáng ngày 12 tháng 1. Đến ngày 22 tháng 1, nó được điều về Hạm đội Khu vực Đông Nam, được tiếp liệu từ tàu tiếp liệu tàu ngầm Heian Maru trong ngày 23 tháng 1, rồi lên đường hai ngày sau đó để hướng sang căn cứ Rabaul trên đảo New Britain thuộc quần đảo Bismarck. Tuy nhiên nó gặp trục trặc kỹ thuật trên đường đi, nên phải quay trở lại Truk trong ngày hôm đó. Sau khi được sửa chữa, nó lại khởi hành vào ngày 27 tháng 1, đi đến Rabaul vào ngày 31 tháng 1.
Cùng vào ngày này, một lực lượng 360 lính biệt kích Đồng Minh đã đổ bộ lên đảo Nissan thuộc quần đảo Green trong giai đoạn chuẩn bị cho trận chiến quần đảo Green. Vì vậy Phó đô đốc Gunichi Mikawa, Tư lệnh Hạm đội Khu vực Đông Nam, lập tức ra lệnh cho I-185 cùng tàu ngầm I-169 vận chuyển một lực lượng 123 lính bộ binh hải quân đến tăng viện cho lực lượng đồn trú tại Nissan. I-185 đã đón lên tàu 77 người cùng thực phẩm và đạn dược để tiếp tế cho binh lính tại Nissan, rồi cùng I-169 rời Rabaul vào ngày 1 tháng 2. Họ đi đến ngoài khơi Nissan lúc 05 giờ 00 ngày 3 tháng 2, nhưng sóng to do thời tiết xấu khiến chỉ có tổng cộng 77 người từ hai chiếc tàu ngầm đổ bộ được lên bờ. I-185 cùng I-169 về đến Rabaul vào ngày 4 tháng 2.
Đến 12 giờ 00 ngày 12 tháng 2, I-185 khởi hành từ Rabaul cho một chuyến đi tiếp liệu đến đồn điền Iboki trên đảo New Britain. Nó đến nơi vào ngày 13 tháng 2, chất dỡ hàng tiếp liệu rồi lập tức lên đường quay trở lại Rabaul, đến nơi vào ngày 16 tháng 2. Nó lại khởi hành từ Rabaul vào ngày 24 tháng 2 cho một chuyến đi tiếp liệu khác, lần này đến đảo Buka ở phía Tây Bắc quần đảo Solomon. Tuy nhiên lúc đang trên đường đi, nó được lệnh hủy bỏ chuyến đi vào ngày 28 tháng 2 để truy tìm một lực lượng đặc nhiệm Hoa Kỳ được cho là đang hiện diện tại khu vực. Nó không tìm thấy tàu chiến đối phương, và quay trở về Rabaul vào ngày 1 tháng 3.
Vào ngày 4 tháng 3, I-185 khởi hành từ Rabaul để lặp lại chuyến đi tiếp liệu đến đảo Buka. Lúc đang đi trên mặt nước để nạp điện cho ắc-quy tại vị trí về phía Đông đảo New Ireland vào ngày 5 tháng 3, nó bị một máy bay ném bom Đồng Minh, có thể là một chiếc Lockheed Ventura của Liên đội 2 Không quân Hoàng gia New Zealand, tấn công. Một quả bom ném xuống sát con tàu đã gây hư hại cho con quay la bàn, rò rỉ nặng nhiên liệu và nhiễm bẩn mốt số cell ắc-quy. Hư hại buộc I-185 phải hủy bỏ chuyến đi và quay trở về căn cứ Rabaul. Trên đường quay trở về, hỏa hoàn bùng phát trong phòng ắc-quy vào ngày 10 tháng 3, nhưng được dập tắt; và khi nó tiếp cận Rabaul trong ngày hôm đó, nó được lệnh chuyển hướng đến Truk vì Rabaul vừa bị phía Đồng Minh ném bom. Nó về đến Truk vào ngày 17 tháng 3, nơi nó được sửa chữa khẩn cấp.
I-185 rời Truk vào ngày 22 tháng 3 để quay trở về Nhật Bản, nhưng con quay la bàn gặp trục trặc buộc nó phải quay trở lại Truk để sửa chữa. Nó rời Truk vào ngày hôm sau, về đến Sasebo vào ngày 31 tháng 3.

#### Khu vực Trung tâm Thái Bình Dương
Sau khi hoàn tất việc sửa chữa, I-185 khởi hành từ Kure vào ngày 11 tháng 6 cho một chuyến đi tiếp liệu. Sàn tàu chất đầy những thùng chứa gạo nhằm tiếp tế cho lực lượng Nhật Bản đồn trú tại Wewak, New Guinea đang tham gia chiến dịch New Guinea. Tuy nhiên sóng lớn đã quét trôi phần lớn các thùng gạo xuống biển.
Phát hiện lực lượng Đồng Minh đang hướng đến quần đảo Mariana, vào ngày 13 tháng 6, Đô đốc Soemu Toyoda, Tư lệnh Hạm đội Liên hợp, ra lệnh tiến hành Chiến dịch A-Go để phòng thủ quần đảo Mariana. Cùng ngày hôm đó, Phó đô đốc Takeo Takagi, Tư lệnh Đệ Lục hạm đội, ra lệnh cho các tàu ngầm dưới quyền, bao gồm I-5, I-6, I-41, I-184, và I-185, bố trí tại Trung tâm Thái Bình Dương cách 300 nmi (560 km) về phía Đông quần đảo Mariana để lập hàng rào phòng ngự. I-185 được sắp xếp vị trí tuần tra cạnh các chiếc I-5 và I-184.
Chiến dịch quần đảo Mariana bắt đầu vào ngày 15 tháng 6, 1944 khi lực lượng Hoa Kỳ đổ bộ lên Saipan. Việc chỉ huy Đệ Lục hạm đội của đô đốc Takagi từ căn cứ đặt tại Saipan bị gián đoạn, nên được chuyển giao cho Tư lệnh Hải đội Tàu ngầm 7, Chuẩn đô đốc Noboru Owada, từ căn cứ Truk thuộc quần đảo Caroline.
Vào ngày 16 tháng 6, 1944, I-185 được lệnh hủy bỏ chuyến đi tiếp vận để cùng các tàu ngầm I-5, I-6, I-41 và I-84, bố trí tại Trung tâm Thái Bình Dương cách 300 nmi (560 km) về phía Đông quần đảo Mariana để lập hàng rào phòng ngự. I-185 được sắp xếp vị trí tuần tra phía cực Bắc hàng rào này. Trận chiến biển Philippine diễn ra trong các ngày 20 và 20 tháng 6 đã gây ra tổn thất nặng cho không lực Hải quân Nhật Bản.

#### Bị mất
Lúc 09 giờ 03 phút ngày 22 tháng 6, tàu khu trục Hoa Kỳ USS Newcomb (DD-586), vốn đang trong vai trò soái hạm của lực lượng hộ tống một đoàn tàu vận tải chuyển quân đến tăng viện cho Saipan, bắt được tín hiệu một tàu ngầm. Nó tấn công bằng mìn sâu, và sau đó mất tín hiệu. Tàu quét mìn cao tốc USS Chandler (DMS-9) tham gia vào việc truy lùng, tấn công với một lượt mìn sâu lúc 10 giờ 23 phút, và phát hiện dầu diesel trồi lên mặt nước. Newcomb tiến hành thêm một lượt tấn công khác mà không mang lại kết quả rõ rệt, nhưng đợt tấn công cuối cùng của lúc 11 giờ 44 phút đem đến một tiếng nổ lớn dưới nước, và sau đó nhiều mảnh vỡ, gỗ và dầu diesel trồi lên mặt nước tại tọa độ 15°50′B 145°08′Đ / 15,833°B 145,133°Đ, khẳng định I-185 đã bị phá hủy.
Vào cuối ngày 22 tháng 6, đô đốc Owada ra lệnh cho các tàu ngầm rút lui khỏi khu vực Mariana, nhưng I-185 đã không hồi đáp. Vào ngày 12 tháng 7, 1944, Hải quân Đế quốc Nhật Bản công bố I-185 bị mất với tổn thất nhân mạng toàn bộ 95 người trên tàu, tại khu vực phụ cận Saipan. Tên nó được cho rút khỏi danh sách đăng bạ hải quân vào ngày 10 tháng 9, 1944.